# Joaquín Martín Canivell
Joaquín Martín Canivell (Toledo, 1933 of 1934) is een Spaans rechter. Van 1956 tot 2003 maakte hij een carrière waarin hij in de laatste jaren was uitgegroeid tot seniorrechter voor strafzaken van het hooggerechtshof. Daarna werd hij rechter van het Joegoslavië-tribunaal.

## Levensloop
Martín studeerde rechten aan de Universiteit van Valencia. Hij slaagde hier in 1952 voor zijn bachelorgraad, waarbij hij werd onderscheiden met de nationale prijs voor eindexamens van rechtenstudenten. Vervolgens werd hij na een competitie toegelaten voor een vervolgstudie waarvoor hij slaagde in 1955. In 1956 was hij auditor aan de Haagsche Academie voor Internationaal Recht en in 1962 behaalde hij zijn mastergraad aan de Harvard-universiteit met een dissertatie over internationale hoven. In 1968 behaalde hij zijn doctoraat in de rechten cum laude van de Complutense-universiteit van Madrid. Later, in 1981, slaagde hij verder nog voor een bachelorgraad in geschiedenis aan de Universiteit van Granada.
Van 1956 tot 1968 was hij rechter voor rechtbanken van eerste aanleg en onderzoeksrechtbanken en aansluitend was hij rechter voor strafzaken tot 1985. Hierop volgend was hij tot 1992 rechter voor het hof voor de bescherming van mededinging en van 1993 tot 2003 rechter voor strafzaken van het hooggerechtshof. Hier diende hij de laatste drie jaar als seniorrechter.
Naast zijn loopbaan als rechter gaf hij lezingen op het gebied van jeugdcriminaliteit. Hij deed dit onder meer van 1964 tot 1968 voor het instituut van criminologie van de Complutense-universiteit, waar hij in het eerste jaar ook een tekstboek uitbracht over dit onderwerp. Verder werkte hij voor verschillende buitenlandse instituten, zoals het instituut voor criminaliteit en rechtsonderzoek van de Verenigde Naties in Rome (UNICRI), het Helsinki-instituut, het criminologisch studiecentrum van de Staatsuniversiteit van New York in Albany en de Universiteit van Pennsylvania in Philadelphia.
Verder vertegenwoordigde hij zijn land tijdens internationale congressen. Zo was hij onder meer in de jaren zeventig, tachtig en in 1990 delegatielid van de vijfjaarlijkse VN-congressen voor de preventie van criminaliteit en de behandeling van delinquenten, en in 1982 lid en in 1983 en 1987 vicevoorzitter van de terrorismecommissie van de Raad van Europa.
Rond de zeventig jaar oud, begon hij vervolgens in  2003 als rechter ad litem van het Joegoslavië-tribunaal in Den Haag. Hier diende hij tot 2006.